# 紐西蘭飲食
新西兰是一個以農業為主的島國，飲食文化也受到環境的影響，不少食材都是自海上而來。新西兰飲食類似澳大利亞飲食，包含了英國和地中海及太平洋元素。新西兰飲食起源於毛利人的飲食。1970年代之後開始受到東南亞、亞洲、南亞飲食文化的影響。晚餐是新西兰人一天中最重要的一餐，家庭成員在這時團聚並分享他們的一天。餐廳和外帶在新西兰飲食中所佔的比例越來越高。